# Notarikon
El notarikon o notaricón (hebreo: נוטריקון), es una especie de acrónimo, un método exegético cabalístico para seleccionar una palabra usando cada una de sus iniciales (hebreo: ראשי תיבות) o sus letras finales (hebreo: סופי תיבות) para formar otra palabra, formando una oración o idea diferente extrayendo un significado más profundo u oculto. Otras variaciones son utilizar las primeras y últimas letras, o las dos letras intermedias de una palabra, etc. para formar otra palabra.  La palabra «notarikon» se refiere al latín notarius, significa «escritura abreviada».
Notarikon es uno de los tres antiguos métodos cabalísticos, los otros dos son gematría y temurah, usados por los cabalistas para reordenar palabras y oraciones en la Biblia y derivar el sustrato esotérico y significado espiritual más profundo de las palabras en la Biblia. Notarikon también fue usado en la Alquimia.
Debemos a autores como Abulafia la principal influencia de este pensamiento sobre la cultura renacentista occidental.

## Uso en la Cábala
Un uso del notarikon es en la práctica de la Cábala, para formar nombres sagrados de Dios derivados de versos religiosos o bíblicos. Agla, es el acrónimo de Atah Gibor Le-olam Adonai, traducido, "Tú, Oh Señor, sos por siempre poderoso," es uno de los ejemplos más famosos de notarikon. Existen docenas de ejemplos en el Berit Menuchah, tal como se observa en el siguiente texto:
Y se descubrió que el Malaquim fue creado del viento y del aire fino y esclarecedor, y que el nombre de su origen עַמַרֻמְאֵליוְהָ se derivó del verso (Salmos 104: 4): 'Quien hace de los vientos sus mensajeros, fuego y llamas sus ministros '(.....) Y cuando las luces alcanzan esta Sefira, se unen y reciben un nombre que se deriva de las letras centrales del siguiente verso (Génesis 6:2): "Los hijos de Dios vieron que las hijas de los hombres eran justas; y tomaron por esposa a las que ellos eligieron". Y este valiente nombre, que esta dibujado en el Gevura, es רְנֵלבֺנקְהֵכשְיִהְ.
Sefer Gematriot, es otro ejemplo de muchos notarikones utilizado en talismanes, que se pueden extraaer e los versos bíblicos.
Tomando las iniciales de los 4 sentidos de la escritura (peshat, remets, derash, sod), y obtiene PRDS: el alfabeto hebreo, que carece de vocales, podría ofrecer como interpretación "Pardes", o sea, el Paraíso.
Otro ejemplo está en Deuteronomio, 30;12: Tomando la inicial de cada palabra de la pregunta "¿quién subirá por nosotros a los Cielos?" se obtiene como resultado MYLH (=circuncisión; palabra), y tomando la última letra de cada palabra YHVH (=Dios). La respuesta a la pregunta es entonces: "La circuncisión (o la palabra) se reunirá con Dios".